# シャフリヤール (競走馬)
シャフリヤール（欧字名:Shahryar、2018年4月13日 - ）は、日本の競走馬・種牡馬。主な勝ち鞍は2021年の東京優駿、2022年のドバイシーマクラシック。
馬名の意味は、サンデーレーシングによるとペルシャ語で「偉大な王」。

## 経歴

### 誕生・デビュー前
2018年4月13日、北海道安平町のノーザンファームで誕生した。
父は現役時GI競走を7勝した種牡馬ディープインパクトで、2012年以降の日本リーディングサイアー。
母は現役時G1競走を1勝したドバイマジェスティで、2010年のブリーダーズカップフィリー&メアスプリント（G1）を優勝したその2日後にケンタッキー州ファシグティプトン社のノヴェンバーセールに上場され、ノーザンファーム副代表の吉田俊介によりディープインパクトとの配合を想定した繁殖牝馬として購入された。初年度の2012年は馬格のあるキングカメハメハと配合され、その後は5頭のディープインパクト産駒を輩出した。2017年には第3仔のアルアインが皐月賞（GI）を勝利し、その1か月後の配合によって2018年に生産された第6仔が本馬である。
誕生した本馬は小さく華奢な体で、当初から大きな馬格を持っていた全兄のアルアインらとは対照的であった。ノーザンファームイヤリングでは食が細いうえに飼い葉を選り好みする難点があったが、一方で放牧地の動きが目立ち、優れた印象をスタッフに与えた。本馬はサンデーレーシングによってアルアインの1億円を超える1億2千万円（300万円×40口）という評価額で募集され、その募集カタログでは「本馬の真髄は究極の軽さ」「兄とタイプは違う」などと紹介された。
1歳時の2019年9月にノーザンファーム空港の佐々木淳史厩舎に移動。まずは400kgに満たない馬体の成長を目指すために、ヴィクティファルスなどの同期とともに馴致の段階から他の育成馬とは違う内容での調教が行われた。2歳の春頃には状態面が向上したという。2歳時の2020年7月10日には函館競馬場に入厩してゲート試験に合格し、その1週間後に牧場へ戻った。
2020年9月16日に栗東の藤原英昭厩舎に入厩。2歳馬には必ず自らが騎乗して確認する藤原は、本馬に乗った瞬間「ものが違う」との思いを抱いた。

### 2歳（2020年）
10月25日京都競馬場の2歳新馬戦（芝1800m）で福永祐一を背に1番人気で出走。道中は中団前方で脚をため直線で外へ持ち出すと、先に抜け出したヴィヴァンとの一騎打ちを制しデビュー戦を飾った。ノーザンファームしがらきの村上太郎調教主任は、馬体面に弱いところがあり、成長も遅かったため、デビューから間もなく皐月賞を目指さずに東京優駿（GI）一本を目標とすることを決めたという。

### 3歳（2021年）
2月14日の共同通信杯（GIII）でデビュー2戦目に出走し、中団やや後ろを追走し直線でしぶとく脚を伸ばしたが伏兵ヴィクティファルスとの2着争いにアタマ差敗れエフフォーリアの3着に終わる。
共同通信杯で収得賞金を上乗せできなかったため、クラシック競走の権利取りのために出走した3月27日の毎日杯（GIII）では、先約から他馬ルペルカーリアに騎乗する福永に代わって川田将雅を鞍上に迎えた。スタートで出遅れるも道中は好位3番手まで押し上げると、直線で鋭く抜け出して同じ勝負服の1番人気馬グレートマジシャンとの叩き合いをクビ差制し重賞初制覇を果たす。勝利タイムの1分43秒9は芝1800mの日本レコードタイであった。レコード決着の見えない疲労を考慮して、藤原はオーナーや牧場と相談し、皐月賞を回避して東京優駿へ直行することが決定された。
5月30日、第88回東京優駿（日本ダービー）に出走。無敗の皐月賞馬エフフォーリアが1番人気に支持される一方、本馬はサトノレイナス、グレートマジシャンに続く4番人気に収まった。発走すると本馬は馬群に阻まれる場面があったが、「残り300mあたりで進路を確保し」(福永)、エフフォーリアを直線後方から差し切って推定10センチのハナ差で優勝した。勝ちタイムの2分22秒5は、2019年のロジャーバローズの記録を0.1秒上回るダービーレコードであった。毎日杯から直行で東京優駿を優勝したのは史上初。騎乗した福永祐一は前年のコントレイルに続き、東京優駿連覇を達成。史上3人目の快挙となった。馬体重444kgは2011年の三冠馬オルフェーヴルと並び過去最少、前走からの騎手乗り替わりでの優勝は1985年シリウスシンボリ以来36年ぶりであった。藤原は、毎日杯における川田の騎乗が本馬の筋肉、動き、精神面を大きく成長させたと指摘している。
夏は休養に充て、秋は予定通り神戸新聞杯（GII）から始動。単勝1.8倍の圧倒的人気を集めたが、降り続いた雨により不良となった馬場に苦しみ、道中、中団から直線で末脚を発揮できず4着に敗れた。鞍上福永は、馬の状態は良かったとする一方で「道中の走りが、こういう馬場の影響か、ハミにもたれて頼って走るような走りでした」「いつもの後躯の瞬発力を発揮できませんでした」とし、「この馬は良でこそのタイプと感じました」と語った。
11月28日、初めての古馬との対決となる第41回ジャパンカップ（GI）に出走。このレースをもって引退する前年の無敗三冠馬コントレイルをはじめ、マカヒキとワグネリアンも出走し、史上初の4世代のダービー馬が集うレースとなった。その中でコントレイルに次ぐ2番人気に推されたが、コントレイルとオーソリティに届かず3着に終わった。コントレイルの鞍上福永に代わって手綱を取った川田は、「3歳馬で年長馬相手に最後まで一生懸命に頑張ってくれました。来年はさらにいい走りができるようになると思います」と語った。また藤原は「1コーナーで他に入られて、ラチをこすってストレスがかかって」いたことに言及したが、「完全に三冠馬は強かったです。よく食らいついてくれました」と勝ち馬を称えた。
3歳秋を2戦で終えると、藤原は2400メートルでの活躍を見込んでドバイシーマクラシックへの遠征を計画した。

### 4歳（2022年）
3歳時にはキャンター主体の調教を行っていたが、明け4歳の2022年1月には坂路調教を開始し、筋肉を一回り大きく成長させた。1月28日にクラブが次走としてドバイシーマクラシックへの直行を表明し、3月26日、鞍上にクリスチャン・デムーロを迎え、予定通りドバイシーマクラシックに出走。興奮させないようにパドックには回さず、僚馬ヴァンドギャルドの誘導を受けて事を運び、JRAによる馬券発売ではユビアー、オーソリティ、ステラヴェローチェに続いて4番人気となる直前単勝オッズ5.9倍の支持を受けて臨んだ。レースでは、陣営の理想通り好発を見せ、逃げるオーソリティを見る形で3番手の好位を追走し、4コーナーでオーソリティの外側に進路を見出して追い出しを開始、残り200m付近で先頭に立った。大外からユビアーが差し足を伸ばして迫って来るも、そのままクビ差押し切って優勝。東京優駿以来のG1競走2勝目となった。なお、日本ダービー馬が海外G1競走を制するのは史上初であった。優勝会見において藤原は、以降の目標としてブリーダーズカップターフ、凱旋門賞、ジャパンカップという12ハロン路線の競走を挙げた。4月発表のロンジンのワールド・ベスト・レースホース・ランキングでは、同競走を勝利したシャフリヤールはエンブレムロード、シンクイットオーバーらと並ぶレーティング120タイ、日本馬最高の7位の評価を受けた。
藤原は、秋の目標である凱旋門賞、ブリーダーズカップターフ、ジャパンカップのいずれかに出走することを見据えて、本馬のヨーロッパへの輸送、環境、馬場適正などを試すために次走をイギリス・ロイヤルアスコット開催のプリンスオブウェールズステークス（G1）に選択した。4月21日にはクラブが出走を表明。4月29日に栗東に帰厩した。同4月29日にはクリスチャン・デムーロ騎手の続投予定が示され、5月4日には、5月30日に出国してニューマーケットのロジャー・ヴァリアン厩舎に滞在することが明かされた。
6月16日、予定通りプリンスオブウェールズステークス(GI)に出走。日本での前売りでは3.1倍の2番人気に支持された。日本時間23時40分、3番ゲートからスタートし、逃げるステートオブレストを斜め前に見る形で2番手に付けてレースを進め、最終直線を迎え追い出すも、伸びず後退していき、逃げ切ったステートオブレストを見つめるだけとなり、追い込んだグランドグローリーにも交わされて4着となった。出遅れたドバイターフ覇者のロードノースには先着した。レース後、藤原は「ハナを切ることも考えたが、その辺はクリスチャン(・デムーロ)に任せるという感じで」「天気も良かったのでチャンスは大きいかなと思ったが、タフなレースになった。申し訳ない。また応援してもらえれば」とコメントした。
その後は凱旋門賞を視野に入れていたが、これを見送り、秋の大目標にジャパンカップを定め、その前哨戦として天皇賞（秋）に出走することとなった。
秋初戦の天皇賞（秋）ではイクイノックスに次ぐ2番人気の支持を受け、好スタートを切ったが、休み明けの影響もあったか大逃げを打ったパンサラッサに直線で反応しきれず、伸びを欠き5着に終わった。
迎えた大一番、ジャパンカップでは1番人気に支持され、スローペースの中道中は後方で足を溜め、直線では外に持ち出してメンバー最速の上がりで早めに先頭を奪ったが、ゴールを目の前にして内からヴェラアズールに差され2着に敗れた。藤原調教師は「この馬の競馬は100点」としながらも、「勝ち馬が120点だった」と勝ち馬を称えた。なお、このレースでシャフリヤールは直線で内側へ斜行し、ダノンベルーガの進路を妨害した。失格・降着はされなかったが、騎乗したクリスチャン・デムーロは12月10日から18日まで開催4日間の騎乗停止処分を受けた。

### 5歳（2023年）
次走として連覇のかかる3月25日のドバイシーマクラシックに出走したが、5着であった。藤原英昭調教師は「ゲート内で待たされてテンションがあがり、ポジションを取りに行ったのですが、最後はしんどかったです」とコメント。クリスチャン・デムーロは「少しスタートが遅く、中団後方からになりました。外を回りたくなかったので、ロスなく運びましたが、去年ほどの反応はありませんでした」とコメントした。
その後休養し、復帰戦となった8月20日の札幌記念はデビュー以来初二桁着順となる11着と大敗した。レース後の検査で喉頭蓋エントラップメントを発症している事が判明、ノーザンファーム空港へ放牧に出され、手術を受けることとなった。これにより目標としていた11月4日のブリーダーズカップターフへの参戦が一時は厳しい情勢となっていたが、無事に出走にこぎつけ、クリスチャン・デムーロとのコンビで3着と善戦した。
その後、香港ヴァーズに選定され渡航したが、出走3日前に現地での馬体検査の際に不整脈の疑いが認められ、出走取消となった。帰国後に状態を見たうえで有馬記念への出走を模索することとなり、12月13日、正式に有馬記念出走が決まった。新たに松山弘平とのタッグを組んで迎えた有馬記念では、好スタートから好位の内側でレースを進めて直線では脚を伸ばすも、上がりの速い競馬にうまく対応することが出来ず5着という結果になった。

### 6歳（2024年）
年明けの初戦は3年連続の出走となるドバイシーマクラシックを選択。直線で早々に抜け出したレベルスロマンスには届かなかったものの、外から迫るリバティアイランドの追撃をしのぎ切り2着となった。帰国後は休養し、8月18日に行われた札幌記念では道中中団でレースを進めるも直線で伸び切れず5着という結果に終わる。この後、アメリカに遠征し11月2日に行われたブリーダーズカップ・ターフに2年連続で出走。中団のインで脚を溜め、直線で外へ持ち出して懸命に追い上げてきたがレベルスロマンスの3着となる。帰国後は12月22日に行われた第69回有馬記念に10番人気で出走。大外の16番枠スタートから道中は中団の外目で脚を溜め、直線で鋭く脚を伸ばして最後はレガレイラとの激しい叩き合いとなるもハナ差で2着という結果となった。
12月25日、有馬記念を最後に現役を引退することを発表した。引退後は北海道安平町の社台スタリオンステーションで種牡馬となる。12月26日に、厩舎関係者や、騎手として2021年の日本ダービーに騎乗していた福永祐一調教師に見送られながら、栗東トレーニングセンターを退厩。管理した藤原調教師は「長い間、実績と経験を積んで、スタリオンという素晴らしいゴールにたどり着いてくれた。よく頑張ってくれた。〝ありがとう〟と馬を労いたい。ここまでシャフリヤールを中心に、いろんな関係者がチームとして携わってくれた。改めて感謝を伝えたい」とした上で「素晴らしい種牡馬になると思う。種牡馬というのは血統はもちろん、精神力が大きい。活躍している種牡馬は海外でも成績を残している。シャフリヤールもそう。まずは総合力が高いし、そこにプラスして精神力がずば抜けている。将来どうなるかと言えば、いい子を出すと思う」とも述べている。同日をもって、JRAとしての競走馬登録も正式に抹消された。

## 競走成績
以下の内容は、JBISサーチ、netkeiba.com、JRA-VAN Ver.World、BHA、Racing Post、エミレーツ競馬協会、Total Performance DataおよびEquibaseの情報に基づく。
| 競走日     | 競馬場       | 競走名         | 格   | 距離（馬場）    | 頭 数 | 枠 番 | 馬 番 | オッズ （人気） | 着順 | タイム （上り3F） | 着差      | 騎手        | 斤量 [kg] | 1着馬（2着馬）         | 馬体重 [kg] |
| ---------- | ------------ | -------------- | ---- | --------------- | ----- | ----- | ----- | --------------- | ---- | ----------------- | --------- | ----------- | --------- | ---------------------- | ----------- |
| 2020.10.25 | 京都         | 2歳新馬        |      | 芝1800m（良）   | 18    | 7     | 13    | 002.30（1人）   | 01着 | R1:49.9（34.6）   | -0.0      | 0福永祐一   | 55        | （ヴィヴァン）         | 450         |
| 2021.02.14 | 東京         | 共同通信杯     | GIII | 芝1800m（良）   | 12    | 8     | 11    | 004.90（2人）   | 03着 | R1:48.0（33.4）   | -0.4      | 0福永祐一   | 56        | エフフォーリア         | 448         |
| 0000.03.27 | 阪神         | 毎日杯         | GIII | 芝1800m（良）   | 9     | 6     | 6     | 002.90（2人）   | 01着 | R1:43.9（34.1）   | -0.0      | 0川田将雅   | 56        | （グレートマジシャン） | 448         |
| 0000.05.30 | 東京         | 東京優駿       | GI   | 芝2400m（良）   | 17    | 5     | 10    | 011.70（4人）   | 01着 | R2:22.5（33.4）   | -0.0      | 0福永祐一   | 57        | （エフフォーリア）     | 444         |
| 0000.09.26 | 中京         | 神戸新聞杯     | GII  | 芝2200m（不）   | 10    | 8     | 10    | 001.80（1人）   | 04着 | R2:18.7（36.6）   | -0.7      | 0福永祐一   | 56        | ステラヴェローチェ     | 452         |
| 0000.11.28 | 東京         | ジャパンC      | GI   | 芝2400m（良）   | 18    | 2     | 4     | 003.70（2人）   | 03着 | R2:25.2（34.4）   | -0.5      | 0川田将雅   | 55        | コントレイル           | 446         |
| 2022.03.26 | メイダン     | ドバイSC       | G1   | 芝2410m（Gd）   | 15    | 8     | 12    | 005.90（4人）   | 01着 | R2:26.88          | （-クビ） | 0C.デムーロ | 56.5      | （Yibir）              | 計不        |
| 0000.06.15 | アスコット   | プリンスオブWS | G1   | 芝9F212yd（GF） | 5     | 3     | 3     | 007.00（4人）   | 04着 | R2:08.38          | -0.59     | 0C.デムーロ | 58        | State Of Rest          | 計不        |
| 0000.10.30 | 東京         | 天皇賞（秋）   | GI   | 芝2000m（良）   | 15    | 5     | 8     | 004.40（2人）   | 05着 | R1:58.1（33.6）   | -0.6      | 0C.デムーロ | 58        | イクイノックス         | 456         |
| 0000.11.27 | 東京         | ジャパンC      | GI   | 芝2400m（良）   | 18    | 7     | 15    | 003.40（1人）   | 02着 | 02:23.8（33.7）   | -0.1      | 0C.デムーロ | 57        | ヴェラアズール         | 450         |
| 2023.03.25 | メイダン     | ドバイSC       | G1   | 芝2410m（Gd）   | 10    | 7     | 6     | 006.90（3人）   | 05着 | R2:26.96（35.27） | -1.31     | 0C.デムーロ | 57        | Equinox                | 計不        |
| 0000.08.20 | 札幌         | 札幌記念       | GII  | 芝2000m（稍）   | 15    | 3     | 4     | 009.10（5人）   | 11着 | R2:04.8（39.0）   | -3.3      | 0横山武史   | 58        | プログノーシス         | 460         |
| 0000.11.04 | サンタアニタ | BCターフ       | G1   | 芝12F（Fm）     | 11    | 1     | 1     | 026.50（7人）   | 03着 | R2:24.50          | -0.20     | 0C.デムーロ | 57        | Auguste Rodin          | 計不        |
| 0000.12.24 | 中山         | 有馬記念       | GI   | 芝2500m（良）   | 16    | 1     | 2     | 044.60（8人）   | 05着 | R2:31.2（34.8）   | -0.3      | 0松山弘平   | 58        | ドウデュース           | 454         |
| 2024.03.30 | メイダン     | ドバイSC       | G1   | 芝2410m（Gd）   | 12    | 2     | 5     | 021.20（6人）   | 02着 | R                 | -2馬身    | 0C.デムーロ | 57        | Rebel's Romance        | 計不        |
| 0000.08.18 | 札幌         | 札幌記念       | GII  | 芝2000m（良）   | 12    | 4     | 4     | 007.60（2人）   | 05着 | R2:00.2（35.1）   | -0.6      | 0武豊       | 58        | ノースブリッジ         | 464         |
| 0000.11.03 | デルマー     | BCターフ       | G1   | 芝2400m（良）   | 13    |       | 3     | 006.70（3人）   | 03着 |                   |           | 0C.デムーロ | 57        | Rebel's Romance        | 計不        |
| 0000.12.22 | 中山         | 有馬記念       | GI   | 芝2500m（良）   | 15    | 8     | 16    | 030.1（10人）   | 02着 | R2:31.8（35.0）   | -0.0      | 0C.デムーロ | 58        | レガレイラ             | 458         |

- タイム欄のRはレコード勝ちを示す
- 海外の競走の「枠番」欄にはゲート番を記載
- イギリス、アメリカのオッズ・人気は現地主催者発表のもの（日本式のオッズ表記とした）

## 種牡馬時代
2024年12月27日に、社台スタリオンステーションから初年度の種付け料が250万円であることが明らかにされた。翌日12月28日に、社台スタリオンステーションに到着し、その後、場長の徳武英介は「やっぱりいい馬ですね。（脚さばきが）軽くて、皮膚も薄くて。サンデーサイレンスの血ですね。横顔はディープインパクトそっくり。ディープから出た晩年の活躍馬ですし、柱になってほしいですね」と期待を込めたうえで、「ディープインパクト産駒からこの後、種牡馬となって馬産地に戻ってくる馬が限られてきたなか、元気に迎え入れられたことは何よりです。6歳まで丈夫に走り、全兄のアルアインがスピード豊かだったのに対し、シャフリヤールはダービーの接戦や海外の活躍などタフなレースに強く、異なるタイプに感じます」とも話している。なお、シャフリヤールが入る馬房はドウデュースの真向かいにあたる所にある。
しかし翌年の2025年7月2日、70頭以上の種付けで受胎数は10頭に届かない受胎率の低さから種牡馬を引退することが発表された。生殖器の病気が悪化し、生殖能力を失ったという。種牡馬引退後は北海道苫小牧市のノーザンホースパークで功労馬になる。

## エピソード
- 元プロ野球・中日ドラゴンズの投手であった山本昌がサンデーサラブレッドクラブの一口馬主として本馬に出資している[98]。山本は東京優駿当日のフジテレビ系列「みんなのKEIBA」にゲスト出演しており、愛馬の勝利に喜ぶ姿が放送された[98]。なお、山本は本馬の全兄・アルアインにも出資している[98]。
- 初めてシャフリヤールに跨った人は、その柔らかさからか「腰が緩いのでは」と感じるという。また、担当の大當孝浩調教助手は、「しぐさが独特で人間で遊ぶところがある」ことを紹介している[99]。
- 現役時、飛行機による複数の遠征を経験しており、一部で「空飛ぶダービー馬」と呼ばれる等、その部分を注目された（ 飛行機による総移動距離は概算で11万1490kmに達する。）[100]。
- GI2勝馬ながら、ディープインパクト産駒としてはジェンティルドンナに次いで2頭目となる、父の獲得賞金を超えた競走馬となった。また、日本のGI2勝馬としてはパンサラッサに次いで2頭目となる、獲得賞金15億円を突破した競走馬となった[注 22]

## 血統表
| シャフリヤールの血統                             | シャフリヤールの血統                                   | シャフリヤールの血統               | （血統表の出典）                   | （血統表の出典） |
| 父系                                             | サンデーサイレンス系（ヘイロー系）                     | サンデーサイレンス系（ヘイロー系） | サンデーサイレンス系（ヘイロー系） | [ § 2 ]          |
| 父 ディープインパクト 2002 鹿毛                  | 父の父*サンデーサイレンス Sunday Silence 1986 青鹿毛   | Halo                               | Hail to Reason                     | Hail to Reason   |
| 父 ディープインパクト 2002 鹿毛                  | 父の父*サンデーサイレンス Sunday Silence 1986 青鹿毛   | Halo                               | Cosmah                             |                  |
| 父 ディープインパクト 2002 鹿毛                  | 父の父*サンデーサイレンス Sunday Silence 1986 青鹿毛   | Wishing Well                       | Understanding                      | Understanding    |
| 父 ディープインパクト 2002 鹿毛                  | 父の父*サンデーサイレンス Sunday Silence 1986 青鹿毛   | Wishing Well                       | Mountain Flower                    |                  |
| 父 ディープインパクト 2002 鹿毛                  | 父の母*ウインドインハーヘア Wind in Her Hair 1991 鹿毛 | Alzao                              | Lyphard                            | Lyphard          |
| 父 ディープインパクト 2002 鹿毛                  | 父の母*ウインドインハーヘア Wind in Her Hair 1991 鹿毛 | Alzao                              | Lady Rebecca                       |                  |
| 父 ディープインパクト 2002 鹿毛                  | 父の母*ウインドインハーヘア Wind in Her Hair 1991 鹿毛 | Burghclere                         | Busted                             | Busted           |
| 父 ディープインパクト 2002 鹿毛                  | 父の母*ウインドインハーヘア Wind in Her Hair 1991 鹿毛 | Burghclere                         | Highclere                          |                  |
| 母 *ドバイマジェスティ Dubai Majesty 2005 黒鹿毛 | 母の父Essence of Dubai 黒鹿毛 1999                     | Pulpit                             | A.P. Indy                          | A.P. Indy        |
| 母 *ドバイマジェスティ Dubai Majesty 2005 黒鹿毛 | 母の父Essence of Dubai 黒鹿毛 1999                     | Pulpit                             | Preach                             |                  |
| 母 *ドバイマジェスティ Dubai Majesty 2005 黒鹿毛 | 母の父Essence of Dubai 黒鹿毛 1999                     | Epitome                            | Summing                            | Summing          |
| 母 *ドバイマジェスティ Dubai Majesty 2005 黒鹿毛 | 母の父Essence of Dubai 黒鹿毛 1999                     | Epitome                            | Honest and True                    |                  |
| 母 *ドバイマジェスティ Dubai Majesty 2005 黒鹿毛 | 母の母Great Majesty 黒鹿毛 1990                        | Great Above                        | Minnesota Mac                      | Minnesota Mac    |
| 母 *ドバイマジェスティ Dubai Majesty 2005 黒鹿毛 | 母の母Great Majesty 黒鹿毛 1990                        | Great Above                        | Ta Wee                             |                  |
| 母 *ドバイマジェスティ Dubai Majesty 2005 黒鹿毛 | 母の母Great Majesty 黒鹿毛 1990                        | Mistic Majesty                     | His Majesty                        | His Majesty      |
| 母 *ドバイマジェスティ Dubai Majesty 2005 黒鹿毛 | 母の母Great Majesty 黒鹿毛 1990                        | Mistic Majesty                     | Necaras Miss                       |                  |
| 母系(F-No.)                                      | ドバイマジェスティ系(FN:2-s)                           | ドバイマジェスティ系(FN:2-s)       | ドバイマジェスティ系(FN:2-s)       | [ § 3 ]          |
| 5代内の近親交配                                  | アウトブリード                                         | アウトブリード                     | アウトブリード                     | [ § 4 ]          |
| 出典                                             | 1. 2. 3. 4.                                            | 1. 2. 3. 4.                        | 1. 2. 3. 4.                        | 1. 2. 3. 4.      |

- 母ドバイマジェスティは2010年BCフィリー&メアスプリントの勝ち馬。
- 全兄アルアインは2017年皐月賞、2019年大阪杯の勝ち馬で毎日杯は兄弟制覇（2017年・2021年）。
- 甥に2024年中京記念、2025年中山金杯勝ち馬のアルナシーム。